# Oenanthe fistulosa
Oenanthe fistulosa es una especie  de la familia de las apiáceas.

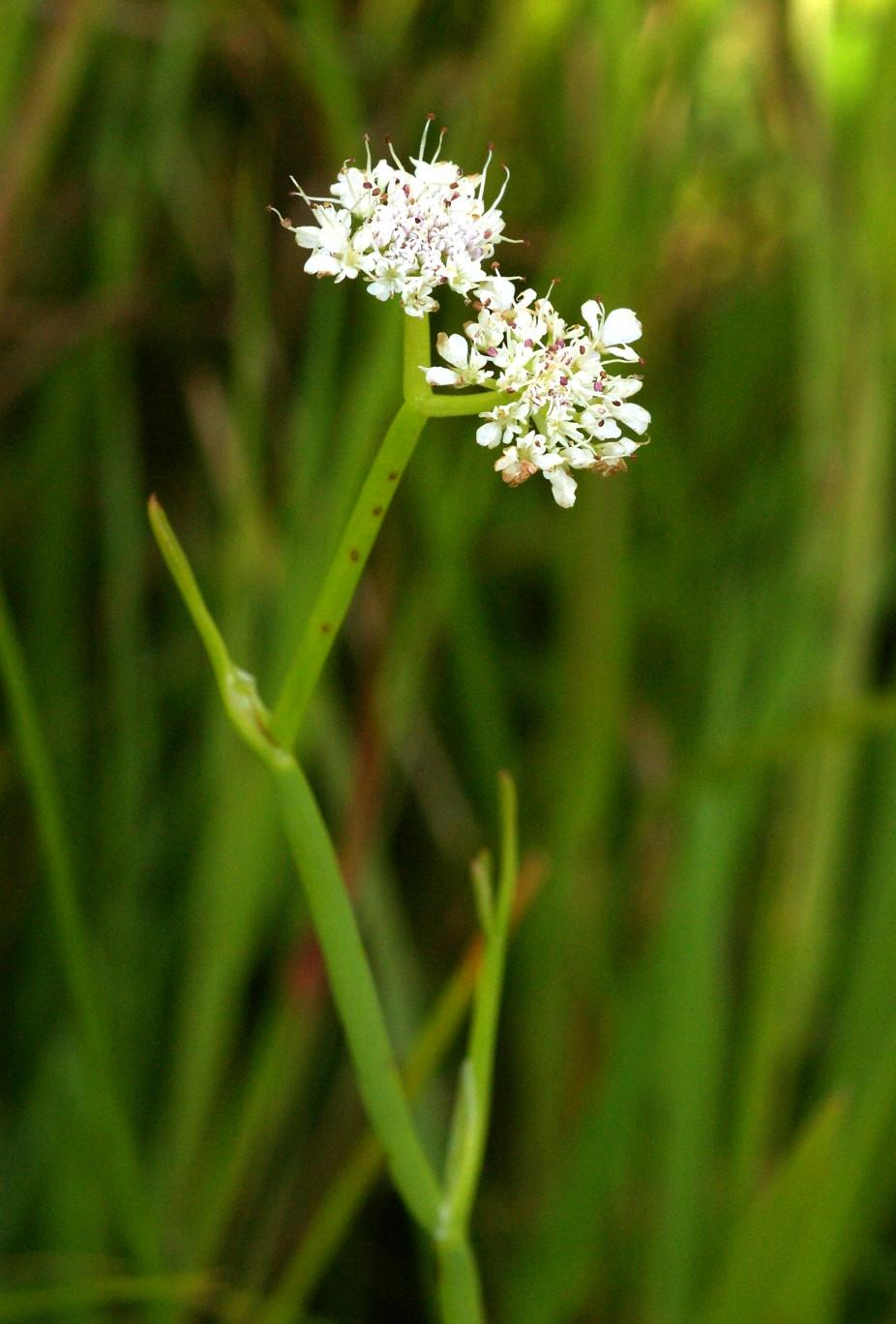
Inflorescencia

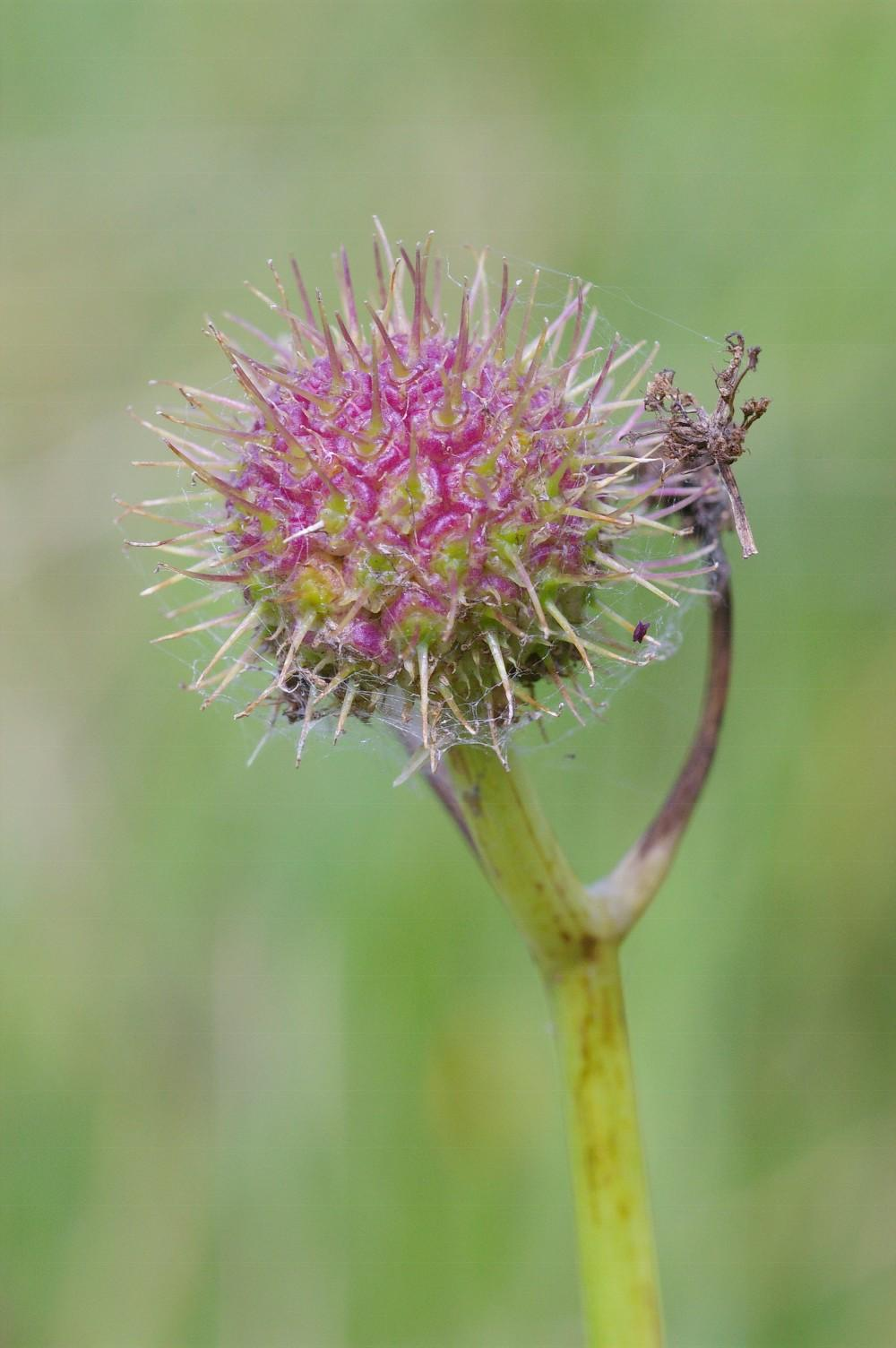
Frutos

## Descripción
Es una planta perenne que alcanza de 50 cm a 1 metro de altura, el tallo delgado radical o hinchado, hueco, surcado y erguido. La inflorescencia con flores blancas o rosadas, en umbelas. El fruto globoso en umbelas.

## Distribución y hábitat
Se encuentra en pantanos y canales, en toda Francia y Córcega, Europa, Asia occidental, hasta  la India y el norte de África.

## Taxonomía
Oenanthe fistulosa fue descrita por Carlos Linneo y publicado en Sp. Pl. 1: 254. 1753
Etimología
Oenanthe: nombre genérico que deriva del griego oinos = "vino", para una planta de olor a vino, y el nombre griego antiguo para alguna planta espinosa.
fistulosa; epíteto latino que significa "tubular".
Citología
Número de cromosomas de Oenanthe fistulosa (Fam. Umbelliferae) y táxones infraespecíficos: 2n=22
Sinonimia
- Phellandrium dodonaei Bubani
- Selinum fistulosum E.H.L.Krause[6]

## Nombre común
- Castellano: ceguta de agua, cicuta de agua.[7]